# Anton Reidinger

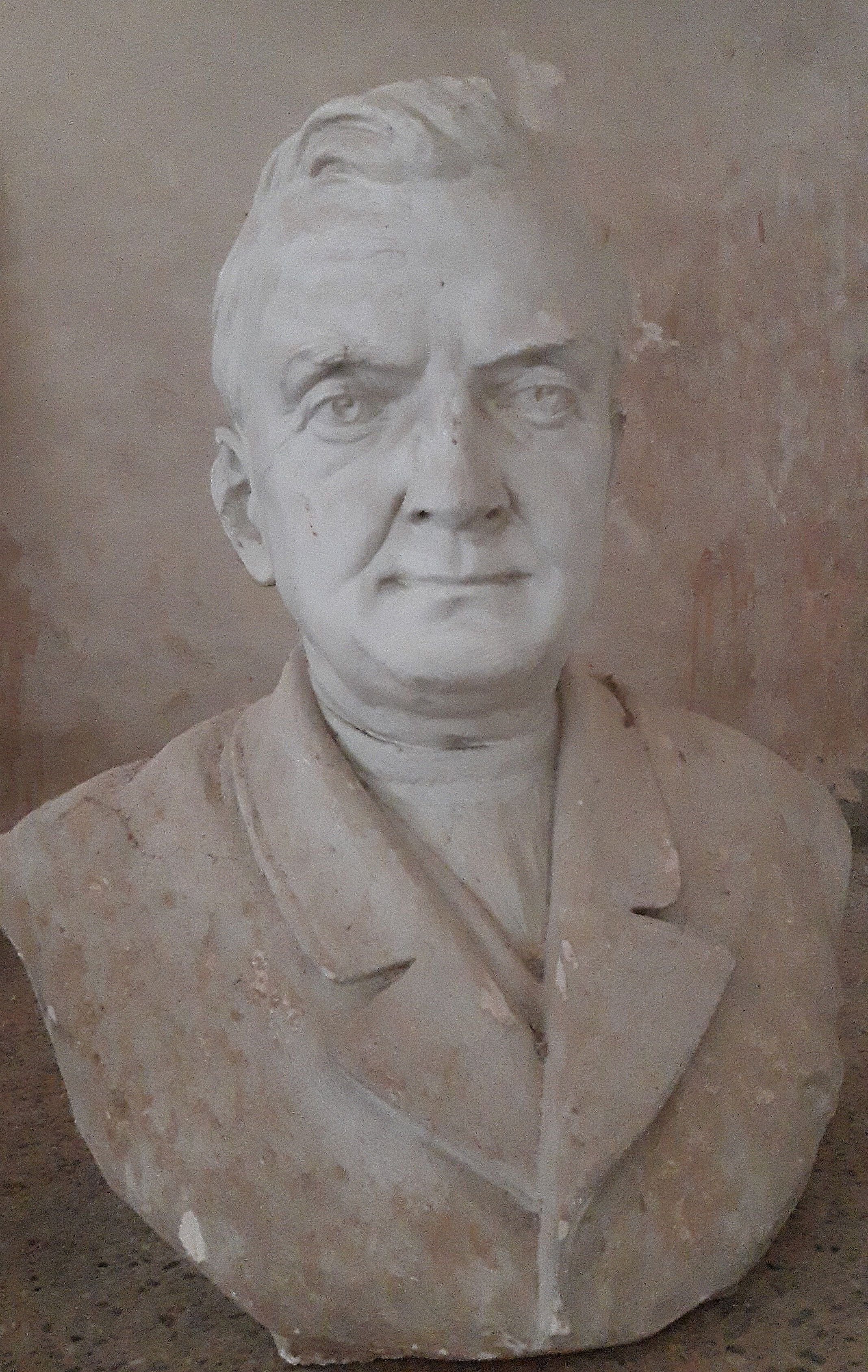
Portraitbüste Pfarrer Anton Reidingers in der Pfarrkirche Eggerding

Anton Reidinger (* 29. April 1839 in Krenglbach, Oberösterreich; † 25. Dezember 1912 in Obernberg am Inn) war ein österreichischer katholischer Geistlicher und Mundartdichter. Von ihm stammt das populäre Weihnachtslied Es wird scho glei dumpa.

## Leben und Wirken
Anton Reidinger wurde am 29. April 1839 als Sohn des örtlichen Schulleiters in Krenglbach geboren. Bereits früh erhielt er Musikunterricht und war Sängerknabe in St. Florian, sowie Schüler von Anton Bruckner. Er besuchte dann das Stiftsgymnasium Kremsmünster, das er 1859 abschloss, und studierte danach Theologie in Linz.

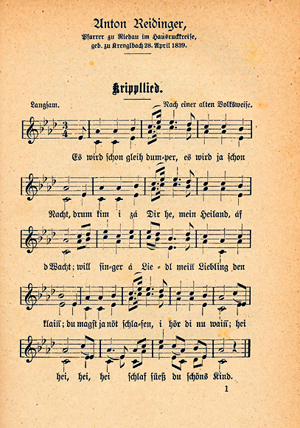
Es wird scho glei dumpa, Noten aus Kripplgsangl und Kripplspiel von 1884

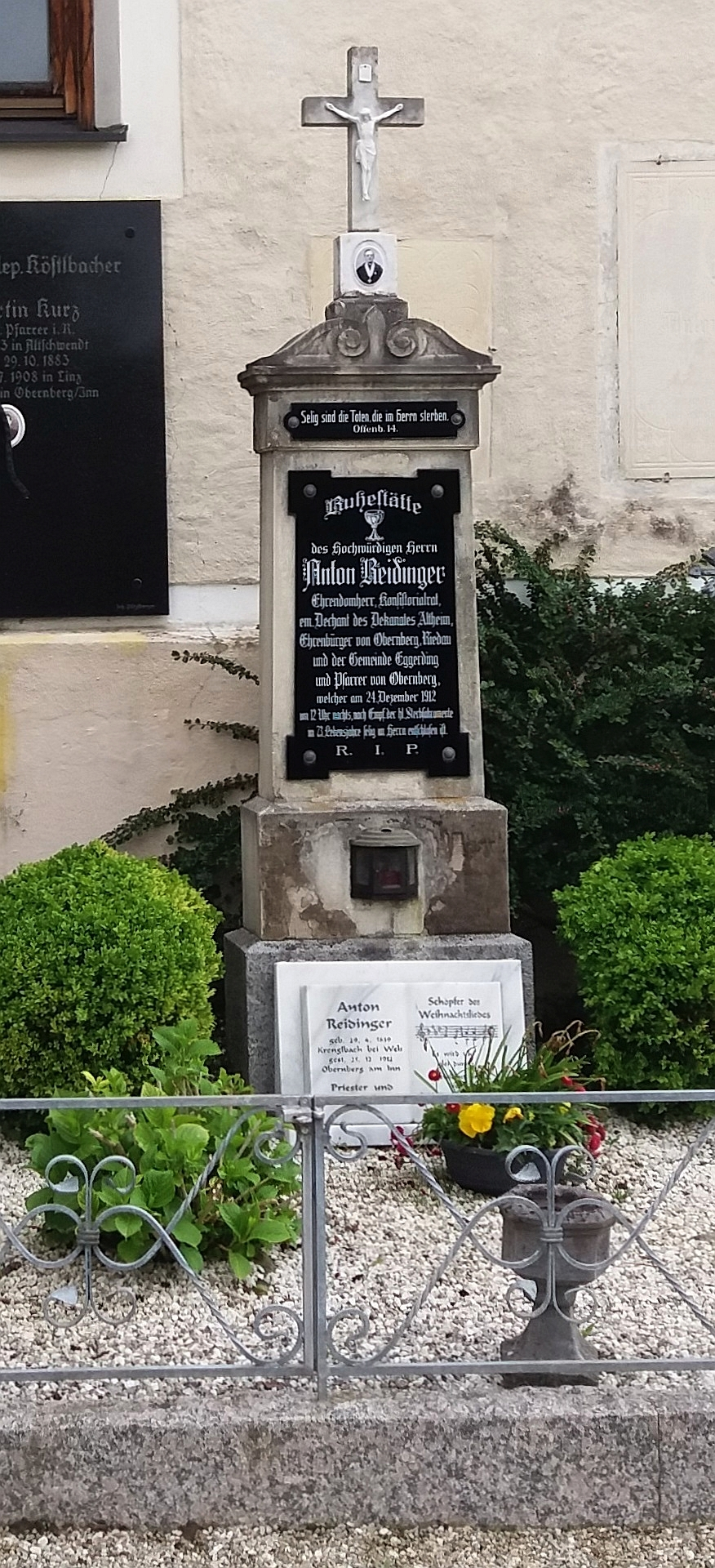
Grabstein Anton Reidingers auf dem Friedhof von Obernberg am Inn

Am 26. Juni 1863 erhielt Reidinger die Priesterweihe. Er war Seelsorger in verschiedenen oberösterreichischen Orten und ab 1876 Pfarrer in Riedau. Ab 1891 war er zeitweilig im Ruhestand und Spiritual bei den Tertiarschwestern (Schwestern Unserer Lieben Frau vom Berge Karmel; kurz Marienschwestern vom Karmel) in Linz, ehe er 1893 reaktiviert wurde.
Von 1894 bis 1906 war er Pfarrer in Eggerding, anschließend bis zu seinem Tod in Obernberg. An der Pfarrkirche Eggerding wurde unter seiner Leitung 1898–1900 der heutige Kirchturm erbaut, aufgrund seiner Verdienste wurde Reidinger 1895 von der Gemeinde Eggerding zum Ehrenbürger ernannt. Neben seiner Seelsorgetätigkeit als Pfarrer war Reidinger auch Dechant der Dekanate Andorf und Altheim. Er war um die Erneuerung von Krippenspiel und -gesang bemüht und schuf unter anderem den Text und wenigstens teilweise die Melodie des Liedes Es wird scho glei dumpa. In seinen Mundartgedichten versuchte er häufig die heiteren Seiten des Alltagslebens hervorzuheben.
Reidinger starb in der Nacht vom 24. auf den 25. Dezember 1912 zwei Minuten nach Beginn der Christmette. Er liegt begraben im Priestergrab auf dem Friedhof von Obernberg am Inn.

## Werke
- 11 Theaterstücke in: Sigmund Fellöcker (Hrsg.): Kripplgsangl und Kripplspiel in der oberösterreichischen Volksmundart. 8 Hefte. Haslinger, Linz 1880–1887
- Oberösterreichische Bleamöln, 1912

## Denkmäler

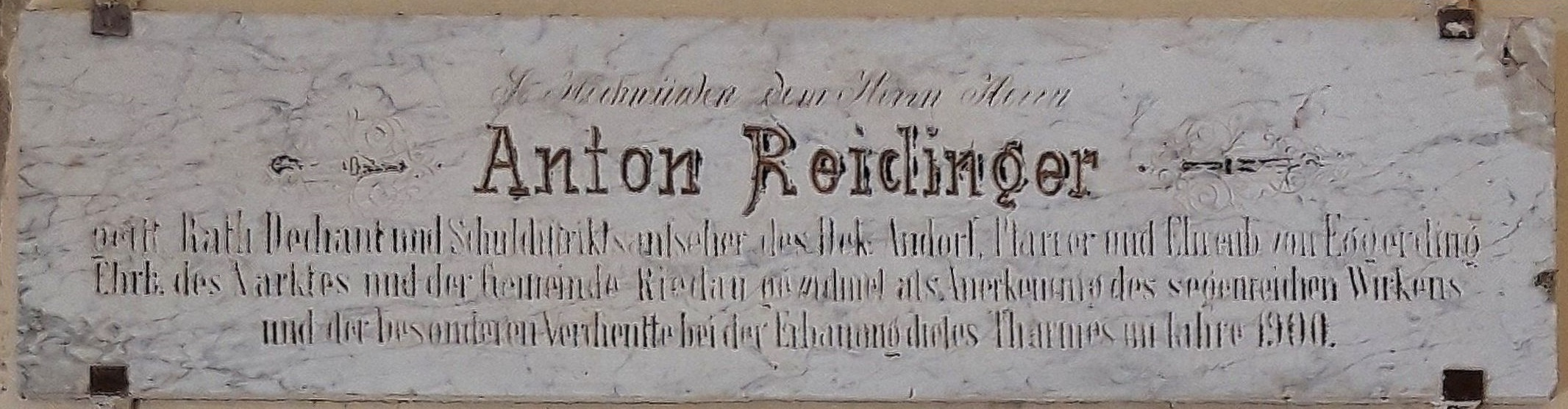
Inschrift zur Portraitbüste Pfarrer Reidingers in der Pfarrkirche Eggerding

- Neben der Pfarrkirche Riedau erinnert ein begehbares Denkmal in Form eines großen Metallwürfels an Anton Reidinger.
- In der Pfarrkirche Eggerding erinnert eine Portraitbüste an Anton Reidinger.[3]